# Schwalheim
Schwalheim ist ein Stadtteil von Bad Nauheim im hessischen Wetteraukreis.

## Geografische Lage
Der Stadtteil liegt zweieinhalb Kilometer südöstlich der Kernstadt von Bad Nauheim auf einer Höhe von 140 m über NN. Von der Kernstadt ist Schwalheim im Westen durch die Trassen der Bundesstraße 3, der Bundesstraße 275 und der Main-Weser-Bahn getrennt. Durch den Ort führen die Kreisstraßen 174 und 175. Schwalheim liegt im Wettertal.

## Geschichte

### Vorgeschichte
Münzfunde im Schwalheimer Sauerbrunnen belegen, dass die Heilquelle bereits in römischer Zeit genutzt wurde.

### Mittelalter

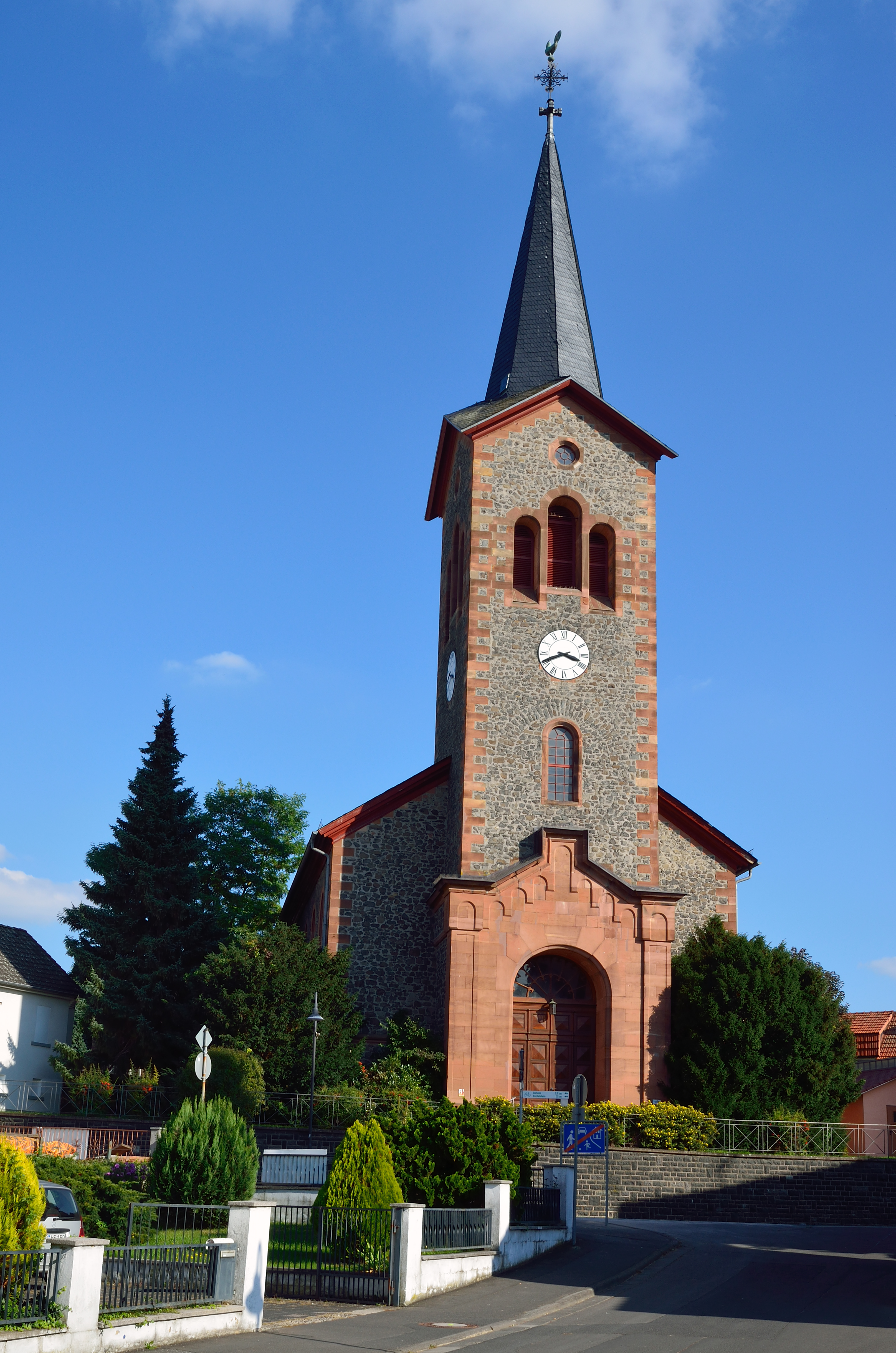
Die Kirche von Schwalheim

Der Ort Schwalheim wird bekanntermaßen erstmals im sogenannten Codex Eberhardi des Klosters Fulda erwähnt: „Rutheri tradidit deo et sancto Bonifacio in Wettereiba in Rodoheimere marca in villa Suabileheim predia et familiam suam“. Die betreffende Stelle wird auf 780–817 datiert.  Der Ortsname bedeutet „Heim des Swabilo“.
Schwalheim war nach dem Tod von Ulrich II. von Münzenberg 1255 Bestandteil der Münzenberger Erbschaft und fiel als Allod zunächst an die Herren von Falkenstein. Nach deren Aussterben wurde es 1418 an die Herren von Eppstein vererbt. Diese starben 1535 ebenfalls aus. Schwalheim wurde an die Grafen von Stolberg vererbt. Diese verpfändeten das Dorf 1572 und verkauften es 1578 endgültig an die Grafschaft Hanau-Münzenberg. Dort wurde es 1597 in das neu gebildete Amt Dorheim integriert.

### Neuzeit
In der Grafschaft Hanau-Münzenberg wurde Mitte des 16. Jahrhunderts nach und nach die Reformation eingeführt. Dies geschah zunächst im lutherischen Sinn. In einer „zweiten Reformation“, wurde die Konfession erneut gewechselt: Graf Philipp Ludwig II. verfolgte ab 1597 eine entschieden reformierte Kirchenpolitik. Er machte vom Jus reformandi, seinem Recht als Landesherr Gebrauch, die Konfession seiner Untertanen zu bestimmen, und setzte dies für die Grafschaft Hanau-Münzenberg weitgehend als verbindlich durch, so auch in Schwalheim. Kirchliche Oberbehörde war nun das Konsistorium in Hanau.
Wie in der übrigen Grafschaft Hanau-Münzenberg wurde auch hier seit der Wende vom 16. zum 17. Jahrhundert das Solmser Landrecht zum Gewohnheitsrecht. Das Gemeine Recht galt nur, wenn Regelungen des Solmser Landrechts für einen Sachverhalt keine Bestimmungen enthielten. Das Solmser Landrecht blieb auch im 19. Jahrhundert geltendes Recht, auch in kurhessischer und großherzoglich hessischer Zeit. Erst das Bürgerliche Gesetzbuch vom 1. Januar 1900, das einheitlich im ganzen Deutschen Reich galt, setzte das alte Partikularrecht weitgehend außer Kraft.
Nach dem Tod des letzten Hanauer Grafen, Johann Reinhard III., 1736 erbte Landgraf Friedrich I. von Hessen-Kassel aufgrund eines Erbvertrages aus dem Jahr 1643 die Grafschaft Hanau-Münzenberg und damit auch Schwalheim. 1803 wurde die Landgrafschaft Hessen-Kassel zum Kurfürstentum Hessen erhoben. Während der napoleonischen Zeit stand das Amt Dorheim ab 1806 unter französischer Militärverwaltung, gehörte 1807–1810 zum Fürstentum Hanau, und dann von 1810 bis 1813 zum Großherzogtum Frankfurt, Departement Hanau. Anschließend fiel es wieder an das Kurfürstentum Hessen zurück. Nach der Verwaltungsreform des Kurfürstentums Hessen von 1821, im Rahmen derer Kurhessen in vier Provinzen und 22 Kreise eingeteilt wurde, ging das Amt Dorheim im neu gebildeten Kreis Hanau auf. Die erstinstanzliche Rechtsprechung lag beim Justizamt Dorheim – einem Gericht, trotz der heute befremdlichen Bezeichnung. Nach dem verlorenen Krieg von 1866 annektierte das Königreich Preußen das Kurfürstentum Hessen. Allerdings wurde das ehemalige Amt Dorheim im Friedensvertrag vom 3. September 1866 von Preußen in einem Gebietstausch an das Großherzogtum Hessen-Darmstadt weitergegeben, von dessen Gebiet es vollständig umgeben war. Dort wurde das Dorf Schwalheim in den Kreis Friedberg eingegliedert, der zur Provinz Oberhessen gehörte. Das „Justizamt“ wurde in Landgericht Nauheim umbenannt, das wiederum 1879 anlässlich der Reichsjustizreform von dem Amtsgericht Nauheim ersetzt wurde, das bis 1968 bestand. Anschließend war das Amtsgericht Friedberg zuständig.
1908 wurde die Schule im Ort gebaut.
Hessische Gebietsreform (1970–1977)
Zum 1. Februar 1972 wurde die bis dahin selbständige Gemeinde Schwalheim im Zuge der Gebietsreform in Hessen auf freiwilliger Basis in die Stadt Bad Nauheim eingemeindet.
Für den Stadtteil Schwalheim wurde, wie für die anderen eingegliederten ehemals eigenständigen Gemeinden sowie die Kernstadt Ortsbezirke  eingerichtet.

### Verwaltungsgeschichte im Überblick
Die folgende Liste zeigt die Staaten und Verwaltungseinheiten, denen Schwalheim angehört(e):
- vor 1642: Heiliges Römisches Reich, Grafschaft Hanau-Münzenberg, Amt Dorheim
- ab 1642: Heiliges Römisches Reich, Grafschaft Hanau-Lichtenberg, Amt Dorheim
- ab 1736: Heiliges Römisches Reich, Landgrafschaft Hessen-Kassel, Grafschaft Hanau-Lichtenberg, Amt Dorheim
- ab 1803: Heiliges Römisches Reich, Kurfürstentum Hessen, Fürstentum Hanau[Anm. 2], Amt Dorheim
- 1806–1810: Kaiserreich Frankreich,[Anm. 3] Fürstentum Hanau, Amt Dorheim (Militärverwaltung)
- ab 1810: Großherzogtum Hessen,[Anm. 4] Fürstentum Oberhessen, Amt Dorheim
- ab 1816: Kurfürstentum Hessen,[Anm. 5] Fürstentum Hanau, Amt Dorheim
- ab 1821: Kurfürstentum Hessen, Provinz Hanau Kreis Hanau[9][Anm. 6]
- ab 1848: Kurfürstentum Hessen, Bezirk Hanau
- ab 1851: Kurfürstentum Hessen, Provinz Hanau, Kreis Hanau
- ab 1866: Königreich Preußen,[Anm. 7] Regierungsbezirk Kassel
- ab 1867: Norddeutscher Bund,[Anm. 8] Großherzogtum Hessen (durch Teilungsvertrag), Provinz Oberhessen, Kreis Friedberg
- ab 1871: Deutsches Reich, Großherzogtum Hessen, Provinz Oberhessen, Kreis Friedberg
- ab 1918: Deutsches Reich (Weimarer Republik), Volksstaat Hessen, Provinz Oberhessen, Kreis Friedberg
- ab 1945: Amerikanische Besatzungszone,[Anm. 9] Groß-Hessen, Regierungsbezirk Darmstadt, Landkreis Friedberg
- ab 1946: Amerikanische Besatzungszone, Land Hessen, Regierungsbezirk Darmstadt, Landkreis Friedberg
- ab 1949: Bundesrepublik Deutschland, Land Hessen, Regierungsbezirk Darmstadt, Landkreis Friedberg
- ab 1972: Bundesrepublik Deutschland, Land Hessen, Regierungsbezirk Darmstadt, Landkreis Friedberg, Stadt Bad Nauheim[Anm. 10]
- ab 1972: Bundesrepublik Deutschland, Land Hessen, Regierungsbezirk Darmstadt, Wetteraukreis, Stadt Bad Nauheim

## Bevölkerung

### Einwohnerentwicklung
- 1961: 1005 evangelische (= 70,38 %), 394 katholische (= 27,59 %)[1]

| Schwalheim: Einwohnerzahlen von 1834 bis 2019 | Schwalheim: Einwohnerzahlen von 1834 bis 2019 | Schwalheim: Einwohnerzahlen von 1834 bis 2019 | Schwalheim: Einwohnerzahlen von 1834 bis 2019 | Schwalheim: Einwohnerzahlen von 1834 bis 2019 |
| --- | --------------------------------------------- | --------------------------------------------- | --------------------------------------------- | --------------------------------------------- |
| Jahr |                                               |                                               |                                               | Einwohner                                     |
| 1834 | 1834                                          |                                               | 396                                           | 396                                           |
| 1840 | 1840                                          |                                               | 398                                           | 398                                           |
| 1846 | 1846                                          |                                               | 422                                           | 422                                           |
| 1852 | 1852                                          |                                               | 468                                           | 468                                           |
| 1858 | 1858                                          |                                               | 496                                           | 496                                           |
| 1864 | 1864                                          |                                               | 507                                           | 507                                           |
| 1871 | 1871                                          |                                               | 506                                           | 506                                           |
| 1875 | 1875                                          |                                               | 559                                           | 559                                           |
| 1885 | 1885                                          |                                               | 609                                           | 609                                           |
| 1895 | 1895                                          |                                               | 628                                           | 628                                           |
| 1905 | 1905                                          |                                               | 736                                           | 736                                           |
| 1910 | 1910                                          |                                               | 824                                           | 824                                           |
| 1925 | 1925                                          |                                               | 931                                           | 931                                           |
| 1939 | 1939                                          |                                               | 946                                           | 946                                           |
| 1946 | 1946                                          |                                               | 1.416                                         | 1.416                                         |
| 1950 | 1950                                          |                                               | 1.408                                         | 1.408                                         |
| 1956 | 1956                                          |                                               | 1.359                                         | 1.359                                         |
| 1961 | 1961                                          |                                               | 1.428                                         | 1.428                                         |
| 1967 | 1967                                          |                                               | 1.625                                         | 1.625                                         |
| 1970 | 1970                                          |                                               | 1.611                                         | 1.611                                         |
| 1980 | 1980                                          |                                               | ?                                             | ?                                             |
| 1990 | 1990                                          |                                               | ?                                             | ?                                             |
| 2000 | 2000                                          |                                               | ?                                             | ?                                             |
| 2010 | 2010                                          |                                               | 2.147                                         | 2.147                                         |
| 2011 | 2011                                          |                                               | 2.091                                         | 2.091                                         |
| 2016 | 2016                                          |                                               | 2.102                                         | 2.102                                         |
| 2019 | 2019                                          |                                               | 2.077                                         | 2.077                                         |
| Datenquelle: Historisches Gemeindeverzeichnis für Hessen: Die Bevölkerung der Gemeinden 1834 bis 1967. Wiesbaden: Hessisches Statistisches Landesamt, 1968. Weitere Quellen: LAGIS; Stadt Bad Nauheim (web archiv): 2010, 2016, 2019; Zensus 2011 |                                               |                                               |                                               |                                               |

### Einwohnerstruktur 2011
Nach den Erhebungen des Zensus 2011 lebten am Stichtag dem 9. Mai 2011 in Schwalheim 2091 Einwohner. Darunter waren 144 (6,9 %) Ausländer.
Nach dem Lebensalter waren 372 Einwohner unter 18 Jahren, 761 zwischen 18 und 49, 444 zwischen 50 und 64 und 414 Einwohner waren älter.
Die Einwohner lebten in 900 Haushalten. Davon waren 273 Singlehaushalte, 270 Paare ohne Kinder und 255 Paare mit Kindern, sowie 81 Alleinerziehende und 21 Wohngemeinschaften. In 192 Haushalten lebten ausschließlich Senioren und in 600 Haushaltungen lebten keine Senioren.

## Politik

### Ortsbeirat
Für Schwalheim besteht ein Ortsbezirk (Gebiete der ehemaligen Gemeinde Schwalheim) mit Ortsbeirat und Ortsvorsteher nach der Hessischen Gemeindeordnung.
Der Ortsbeirat besteht aus fünf Mitgliedern. Bei den Kommunalwahlen in Hessen 2021 wurden gewählt: je ein Mitglied der der Liste "Freien Wähler/ Unabhängige Wählergemeinschaft Bad Nauheim" (FW), der  CDU, der  SPD und von Bündnis 90/Die Grünen. Der Ortsbeirat wählte Lisa Graudenz (FW) zur Ortsvorsteherin.

### Wappen
Das Wappen wurde am 8. Juli 1966 durch das Hessische Ministerium des Innern genehmigt.
Blasonierung: „In goldenem Schild unter drei roten Sparren ein rotes Rad auf blau-weißen Wellenlinien als Schildfuß.“
Im Gegensatz zu dem Gemeindesiegel aus dem Anfang des 19. Jahrhunderts, das den landesherrlichen hessischen Löwen und den Schild der Grafen von Hanau, also rein geschichtliche Symbole, zeigt, enthält das neue Wappen auch ein örtliches Symbol, nämlich das große Wasserrad, welches als Wahrzeichen Schwalheims weithin bekannt ist. Die drei Jahrhunderte hindurch ausgeübte Herrschaft der Grafen von Hanau wird eindrucksvoll dadurch zum Ausdruck gebracht, dass die drei Hanauer Sparren über dem Rad angebracht sind und es gewissermaßen überdachen.

## Heilwasser
Ein 1748 errichtetes Wasserrad an der Wetter war bis Ende der 1960er Jahre in Betrieb. Von dort führte ein Holzgestänge zur Kraftübertragung zu den Gradierbauten IV und V in Nauheim, mit dessen Hilfe die Sole auf die Gradierbauten gepumpt wurde. Das Gestänge wurde großteils abgebaut.
Richtung Dorheim liegen in einer parkartigen Anlage der Schwalheimer Sauerbrunnen und die Löwenquelle, beides staatlich anerkannte Heilquellen. Die Fassung der Löwenquelle im Stil der Reformarchitektur wurde vom Architekten Wilhelm Jost geplant, der auch für den Bau des Bad Nauheimer Sprudelhofs und anderer Bauwerke zuständig war. Münzfunde im Brunnen belegen, dass das Wasser bereits in römischer Zeit geschätzt wurde. Das wohlschmeckende Quellwasser wurde früher in alle Welt verkauft. Das Brunnenwärterhäuschen war früher ein beliebtes Ausflugslokal. Es beherbergt heute wieder ein Restaurant.
1840 wurde ein Kurhaus erbaut, das aber 1962 abgerissen wurde. Der anfänglich florierende Kurbetrieb scheiterte, als das benachbarte Bad Nauheim mit dem Großen Sprudel zum Heilbad aufstieg.

## Sehenswürdigkeiten
Die Evangelische Kirche wurde 1851 errichtet.

## Infrastruktur
- Im Ort gibt es ein Bürgerhaus, eine Kindertagesstätte, eine Grundschule und eine evangelische Kirche aus dem Jahre 1851.
- Seit 1936 ist auch eine Freiwillige Feuerwehr im Ort.